# Stay with Me (canção de Sam Smith)
"Stay With Me" é uma canção do artista musical inglês Sam Smith, contida em seu álbum de estreia In the Lonely Hour (2014). Foi enviada para as rádios dos Estados Unidos em 14 de abril de 2014, servindo como primeiro single do projeto no território. No Reino Unido, a faixa foi distribuída como segundo single através de um extended play (EP).

## Antecedentes
Em 25 de março de 2014, a canção estreou através de um programa radiofônico apresentado por Zane Lowe na BBC Radio 1.

## Presença em "Alto Astral Internacional" (2015)
A canção fez bastante sucesso no Brasil e integrou a trilha sonora internacional da novela "Alto Astral", exibida entre 2014 e 2015 pela TV Globo. Na trama de Daniel Ortiz, a canção foi tema da personagem "Kitty", de Maitê Proença.

## Lista de faixas
| Download digital |                                       |         |  |
| N.º              | Título                                | Duração |  |
| 1.               | "Stay with Me"                        | 2:52    |  |
| 2.               | "Stay with Me" (Darkchild Version)    | 2:54    |  |
| 3.               | "Stay with Me" (Shy FX Remix)         | 3:32    |  |
| 4.               | "Stay with Me" (Wilfred Giroux Remix) | 4:39    |  |

## Desempenho nas tabelas musicais
| Tabela musical (2014)                          | Melhor posição |
| ---------------------------------------------- | -------------- |
| O campo songid é OBRIGATÓRIO PARA PARADA ALEMÃ | 27             |
| Austrália (ARIA)                               | 5              |
| Áustria (Ö3 Austria Top 75)                    | 48             |
| Bélgica (Ultratop 50 de Flandres)              | 17             |
| Bélgica (Ultratip Bubbling Under da Valônia)   | 5              |
| Canadá (Canadian Hot 100)                      | 1              |
| Escócia (Scottish Singles Chart)               | 1              |
| Estados Unidos (Billboard Hot 100)             | 2              |
| Irlanda (IRMA)                                 | 1              |
| Nova Zelândia (Recorded Music NZ)              | 1              |
| Países Baixos (Single Top 100)                 | 6              |
| Reino Unido (UK Singles Chart)                 | 1              |
| Suécia (Sverigetopplistan)                     | 5              |
| Suíça (Schweizer Hitparade)                    | 14             |

## Histórico de lançamento
| País           | Data                | Formato                 | Gravadora       |
| -------------- | ------------------- | ----------------------- | --------------- |
| Estados Unidos | 14 de abril de 2014 | Adult album alternative | Capitol Records |
| Estados Unidos | 14 de abril de 2014 | Adult contemporary      | Capitol Records |
| Reino Unido    | 18 de maio 2014     | Download digital        | Capitol Records |